# Hélène (album d'Hélène Segara)
Pour les articles homonymes, voir Hélène.
Albums de Hélène Ségara
En concert à l'Olympia
(2001) Humaine
(2003)
Hélène est un album d'Hélène Ségara, uniquement sorti en Espagne, en 2002. Il comprend des adaptations en espagnol des deux premiers albums de la chanteuse, à l'exception des deux dernières chansons.

## Titres
| No  | Titre                                                 | Paroles                      | Musique                              | Durée |
| --- | ----------------------------------------------------- | ---------------------------- | ------------------------------------ | ----- |
| 1.  | Tú te dejas querer (Il y a trop de gens qui t'aiment) | Christian Vié                | Thierry Geoffroy                     |       |
| 2.  | Habla de los dos (Parlez-moi de nous)                 | Hélène Ségara                | Alain Nacash, Marc Nacash            |       |
| 3.  | Por mi nombre de mujer (Au nom d'une femme)           | Julie d'Aimé                 | Calogero, Gioacchino Maurici         |       |
| 4.  | Le das tu corazón (Canção do Mar)                     | Frederico de Brito           | Ferrer Trindade                      |       |
| 5.  | Sí, Mrs. Jones (Mrs. Jones)                           | Christian Vié                | Christian Loigerot                   |       |
| 6.  | Te quiero y adiós (Je vous aime adieu)                | Hélène Ségara, Christian Vié | Thierry Geoffroy, Christian Loigerot |       |
| 7.  | Vas a dejarme (Tu vas me quitter)                     | Lisa Deck                    | Thierry Geoffroy, Christian Loigerot |       |
| 8.  | Las lágrimas (Les larmes)                             | Christian Vié                | Thierry Geoffroy, Christian Loigerot |       |
| 9.  | Corazón de cristal (Cœur de verre)                    | Hélène Ségara, Christian Vié | Thierry Geoffroy, Christian Loigerot |       |
| 10. | Il attend la pluie                                    | Christian Vié                | Thierry Geoffroy                     |       |
| 11. | Vivre                                                 | Luc Plamondon                | Richard Cocciante                    |       |

## Sources
- (fr) Site officiel d'Hélène Ségara